# Colégio Militar/Luz (métro de Lisbonne)
Colégio Militar/Luz  est une station du métro de Lisbonne sur la ligne bleue.